# Assedio di Kut
L'assedio di Kut al Amara (7 dicembre 1915 - 29 aprile 1916), conosciuto anche come prima battaglia di Kut, è un episodio della prima guerra mondiale quando una guarnigione di circa 8 000 soldati britannici e indiani vennero stretti d'assedio nei pressi di Kut (circa 150 km da Baghdad) da parte dell'esercito dell'Impero ottomano.

## Preludio
L'esercito britannico era stato mandato in Mesopotamia per proteggere i giacimenti di petrolio (1914) da cui l'Inghilterra dipendeva in misura sempre più grande. Purtroppo si lasciò che un obiettivo secondario eclissasse quello principale: dimostrare agli Imperi centrali che la Gran Bretagna non era disposta a cedere delle comode zone da cui attaccare sul fianco l'importantissima rotta per l'India. Per attuare questa dimostrazione di forza dopo aver occupato Basra, Qurna e Amara, gli inglesi occuparono Kut, per poi  osare e porsi come  obiettivo Baghdad. Non si tenne conto del fatto che, se incontrata seria opposizione, anche nel caso che le forze inglesi fossero riuscite a prendere Baghdad, sarebbero state troppo indebolite per mantenerla dati i trasporti insufficienti e la mancanza di riserve. Il 22 novembre 1915 fu combattuta la battaglia di Ctesifonte la quale si rivelò una vittoria di Pirro. Così, il 3 dicembre 1915 la sesta divisione dell'esercito indiano, guidata dal generale Charles Townshend, ritirandosi da Ctesifonte verso Bassora, si attestò a Kut poiché offriva una buona posizione difensiva in quanto all'interno dell'ansa di un fiume.
L'esercito ottomano, guidato dall'anziano generale tedesco Colmar Freiherr von der Goltz, arrivò a Kut il 7 dicembre 1915 e dopo tre attacchi iniziò a predisporre la costruzione di una serie di fortificazioni per cingere d'assedio la città. Il generale Townshend ordinò alla sua cavalleria, guidata dal colonnello Gerard Leachman, di fuggire verso sud e rimase a guidare la difesa del resto del contingente britannico.

## L'inizio dell'assedio
Dopo quasi un mese di assedio, Townshend chiese aiuto al resto delle forze britanniche e 19 000 uomini, provenienti da Ali Gharbi e guidati dal generale Fenton Aylmer, gli vennero in soccorso.
Il 6 gennaio 1916, a circa 5 km da Sheikh Sa'ad, l'avanguardia delle truppe guidate da Aylmer si scontrò con l'esercito ottomano ma non riuscì ad avere la meglio nonostante l'arrivo, il giorno successivo, del resto della divisione.

## La battaglia di Wadi
A fronte dell'offensiva britannica le forze ottomane si ritirarono di 16 km da Sheikh Sa'ad fino ad un affluente del Tigri e si attestarono sulle fonde del fiume (in arabo “Wadi”).
Il 13 gennaio 1916, Aylmer attaccò gli ottomani con tutte le sue forze costringendoli ad arretrare di circa 8 km ad ovest.

## La battaglia di Hanna
Gli ottomani si assestarono a Umm El-Hanna, una stretta striscia di terra tra il Tigri e l'acquitrino di Suwaikiya. Nello scontro che seguì, i britannici subirono ingenti perdite (circa 2 700 tra morti e feriti).

## L'assedio continua
Per dare manforte alle truppe di von der Goltz il comandante ottomano dell'intera regione Khalil Pasha decise di intervenire inviando oltre 20 000 uomini. 
L'8 marzo Aylmer fece un ulteriore tentativo di rompere l'assedio di Kut attaccando nei pressi di Dujaila ma ancora una volta venne respinto perdendo ulteriori 4 000 soldati. Dopo quest'ennesimo insuccesso, il 12 marzo 1916 Aylmer venne sostituito dal generale George Gorringe.
Gorringe, che poteva contare su circa 30 000 uomini (quanti i suoi nemici), tentò di scardinare le forze nemiche e il 5 aprile lanciò un'offensiva contro Fallahiyeh. Nonostante le molte perdite l'azione ebbe successo e Gorringe riuscì a occupare anche Bait Asia ma il tentativo di prendere and Sannaiyat fu infruttuoso e costò la vita a 1 200 soldati britannici.
Il 16 aprile 1916 il No. 30 Squadron dei Royal Flying Corps intervenne nella prima operazione aerea di rifornimento della storia lanciando cibo e munizioni alle forze britanniche a Kut.

## La resa britannica
Dopo mesi di combattimenti i britannici avevano avuto 23 000 tra morti e feriti e gli ottomani – che avevano anche perso il barone von der Goltz, ucciso dal tifo - circa 10 000.
Venne fatto un tentativo di negoziazione nel quale I britannici offrirono due milioni di sterline per la liberazione delle truppe di Townshend ma Enver Pasha rifiutò.
I britannici allora chiesero aiuto al generale russo Baratov, che guidava un contingente di 20 000 cosacchi di stanza in Persia. Baratov iniziò ad avanzare ma quando raggiunse Kut i britannici erano già stati costretti alla resa.
Il 29 aprile infatti Townshend dopo un ultimo tentativo di negoziazione fu costretto ad arrendersi, ponendo fine ad un assedio durato 147 giorni. Circa 13 000 soldati britannici ed indiani vennero fatti prigionieri e vennero trasferiti ad Aleppo. Townshend invece venne portato nell'isola di Halki, nel Mare di Marmara.